# Пента-трик
У футбольній термінології пента-трик (англ. penta-trick) — ситуація, в якій футболіст в одній грі забиває п'ять голів. Голи, забиті за час додаткового часу враховуються, а голи забиті в серії післяматчевих пенальті — ні.
Через велику рідкість пента-триків у професіональному футболі, на різних мовах ця ситуація може називатись по різному, так іспанською мовою вона відома як репокер (ісп. repoker)., а португальською — маніта (порт. manita).

## На чемпіонатах світу
На чемпіонатах світу пента-трик вперше було забито на чемпіонаті світу 1994 року, в матчі групового етапу Росія — Камерун, коли росіянин Олег Саленко забив 5 з 6 голів своєї команди.
Перший пента-трик на чемпіонаті світу серед жінок забила Алекс Морган на чемпіонаті світу 2019 року у матчі між США (13) та Таїландом (0)
| Пента-трики на чемпіонатах світу | Пента-трики на чемпіонатах світу | Пента-трики на чемпіонатах світу | Пента-трики на чемпіонатах світу | Пента-трики на чемпіонатах світу | Пента-трики на чемпіонатах світу | Пента-трики на чемпіонатах світу | Пента-трики на чемпіонатах світу | Пента-трики на чемпіонатах світу |
| №                                | Гравець                          | Збірна                           | Опонент                          | Голи                             | Турнір                           | Раунд                            | Дата                             | Прим.                            |
| -------------------------------- | -------------------------------- | -------------------------------- | -------------------------------- | -------------------------------- | -------------------------------- | -------------------------------- | -------------------------------- | -------------------------------- |
| 1.                               | Олег Саленко                     | Росія                            | Камерун                          | 5 (14 ', 41', 44 ', 72', 75 ')   | США, 1994                        | Перший етап                      | 28 червня 1994 року              | [ 5 ]                            |

| 'Пента-трики на жіночих чемпіонатах світу | 'Пента-трики на жіночих чемпіонатах світу | 'Пента-трики на жіночих чемпіонатах світу | 'Пента-трики на жіночих чемпіонатах світу | 'Пента-трики на жіночих чемпіонатах світу | 'Пента-трики на жіночих чемпіонатах світу | 'Пента-трики на жіночих чемпіонатах світу | 'Пента-трики на жіночих чемпіонатах світу | 'Пента-трики на жіночих чемпіонатах світу |
| №                                         | Гравець                                   | Збірна                                    | Опонент                                   | Голи                                      | Турнір                                    | Раунд                                     | Дата                                      | Прим.                                     |
| ----------------------------------------- | ----------------------------------------- | ----------------------------------------- | ----------------------------------------- | ----------------------------------------- | ----------------------------------------- | ----------------------------------------- | ----------------------------------------- | ----------------------------------------- |
| 1.                                        | Алекс Морган                              | США                                       | Таїланд                                   | 5 (12 ', 53', 74 ', 81', 87 ')            | Франція, 2019                             | Перший етап                               | 11 червня 2019 року                       | [ 6 ]                                     |

## У Лізі чемпіонів
У Лізі чемпіонів, яка є найбільшим клубним турніром у світі, пента-трик траплявся тричі. Ліонель Мессі вперше це зробив у 2012 році. У 2014 році бразилець Луїс Адріану повторив це досягнення. Однак він забив 4 голи у першому таймі, завдяки чому вперше покер був зафіксований лише за підсумками однієї першої половини гри У 2023 році норвежець Ерлінг Голанн став другим після Ліонеля Мессі гравцем, який оформив пента-трик у матчі плей-оф Ліги чемпіонів.
| # | Гравець       | Команда          | Опонент    | Результат | Дата       | Прим.  |
| - | ------------- | ---------------- | ---------- | --------- | ---------- | ------ |
| 1 | Ліонель Мессі | Барселона        | Баєр 04    | 7–1       | 07.03.2012 | [ 8 ]  |
| 2 | Луїс Адріану  | Шахтар (Донецьк) | БАТЕ       | 7–0       | 21.10.2014 | [ 9 ]  |
| 3 | Ерлінг Голлан | Манчестер Сіті   | РБ Лейпциг | 7–0       | 14.03.2023 | [ 10 ] |

## У Кубку Лібертадорес
| # | Сезон | Гравець                   | Клуб         | Підсумковий рахунок | Опонент              | Прим.  |
| - | ----- | ------------------------- | ------------ | ------------------- | -------------------- | ------ |
| 1 | 1962  | Енріке Раймонді Контрерас | Емелек       | 7–2                 | Універсідад Католіка | [ 11 ] |
| 2 | 1963  | Альберто Спенсер          | Пеньяроль    | 9–1                 | Еверест              | [ 11 ] |
| 3 | 1971  | Рауль Кастроново          | Пеньяроль    | 9–0                 | Зе Стронгест         | [ 11 ] |
| 4 | 1985  | Хуан Карлос Санчес 6      | Блумінг      | 8–0                 | Депортіво Петаре     | [ 11 ] |
| 5 | 1999  | Фернандо Баїяно           | Корінтіанс   | 8–2                 | Серро Портеньйо      | [ 11 ] |
| 6 | 2000  | Альфредо Давід Морено     | Бока Хуніорс | 6–1                 | Блумінг              | [ 11 ] |
| 7 | 2017  | Ігнасіо Скокко            | Рівер Плейт  | 8–0                 | Хорхе Вільстерман    | [ 12 ] |

## Пента-трик за збірну
До сьогодні лише бразилець Еварісто де Маседо встиг забити 5 голів в одному матчі зі збірною, якщо не враховувати чемпіонати світу
| # | Гравець            | Голи | Опонент  | Результат | Дата            | Турнір                           | Прим.  |
| - | ------------------ | ---- | -------- | --------- | --------------- | -------------------------------- | ------ |
| 1 | Еварісто де Маседо | 5    | Колумбія | 9–0       | 23 березня 1957 | Чемпіонат Південної Америки 1957 | [ 13 ] |

## Цікаві факти
- Згідно з повідомленнями Пеле, його батько, Дондінью, в одній грі забив п'ять голів. Якщо ця історія правдива, це був перший (і, можливо, єдиний) раз, коли гравець забив пента-трик лише ударами головою.[14]
- 22 вересня 2015 року у 6 турі Бундесліги в матчі між «Баварією» (Мюнхен) та «Вольфсбургом» поляк Роберт Левандовський потрапив до Книги рекордів Гіннеса за те, що вийшов у другому таймі та за 9 хвилин забив 5 голів. Також Левандовський став володарем найшвидшого хет-трику в історії Бундесліги — 3 хвилини 22 секунди. Крім цього Левандовський став першим гравцем в історії Бундесліги, який вийшов на заміну і забив п'ять м'ячів[15].